# هارون غيليسبي
هارون غيليسبي (بالإنجليزية: Aaron Gillespie)‏ هو موسيقي ومغني أمريكي، ولد في 18 يوليو 1983 في كليرواتر في الولايات المتحدة.

## وصلات خارجية
- هارون غيليسبي على موقع ميوزك برينز (الإنجليزية)
- هارون غيليسبي على موقع أول ميوزيك (الإنجليزية)
- هارون غيليسبي على موقع أول ميوزيك (الإنجليزية)
- هارون غيليسبي على موقع ديسكوغز (الإنجليزية)